# 馬場憲治
馬場 憲治（ばば けんじ、1951年10月20日 - ）は、日本のフリーライター、カメラマン、タレント。

## 来歴・人物
神奈川県鎌倉市出身。東京都立新宿高等学校から早稲田大学に進学。学生時代は学生運動に没頭。新宿高校時代に制服の自由化と受験偏重教育に反対して行った「校長室乱入・校長軟禁」に関係した。その仲間には共に同級生でもある音楽家の坂本龍一や、元自民党衆議院議員で元官房長官かつ元厚労相の塩崎恭久がいる。
大学卒業後はホリプロに入社。当初演歌歌手の森昌子の現場マネージャー、石川さゆりの担当宣伝部要員、石川とは後に結婚。退社後にフリーライターとなる。1981年に発行した『アクション・カメラ術 盗み撮りのエロチシズム』（ベストセラーズ）がベストセラーとなる。同年に石川と結婚。『GORO』（小学館）、『週刊プレイボーイ』（集英社）、出産準備雑誌のさきがけ『ピーアンド』、アウトドア雑誌『Be-PAL』等の創刊に関わる。
その後、編集の仕事を通して学んだことを活かしてカメラマンとして活躍。1981年に『アクション・カメラ術』（KKベストセラーズ part1、part2。ちなみにpart3は別人によるもの） を出版し、ベストセラーを記録。高額納税者としてランキングされ、KKベストセラーズの社屋の柱の1本はこの売り上げによるものと言われている。
また、テレビ番組・ラジオ番組でタレントとしても活躍するようになる（後述参照）。
私生活では石川とは1989年に離婚。これは芸能界における平成最初の離婚と言われている。一人娘の佐保里は石川が引き取った。
2001年から1年半、新宿高校時代の同級生だった塩崎に頼まれ、公設第一秘書を務めた。
京都府の情報通信会社の社外取締役を務める傍ら、Yahoo!セカンドライフのサポーターとして執筆活動を行っている。
編集者の仕事を通してプロカメラマンになってしまったという凝り性の性格は趣味にも表れ、ゴルフではあるプロゴルファーのゴーストライターとして執筆、渓流釣りではあるメーカーのフライロッド（釣竿）のテスターを務めたほど。
目下の趣味は自転車。愛車はイタリアメーカーPINARELLO社の物だそうである。

## 芸能活動
久米宏のラジオ番組『土曜ワイドラジオTOKYO』（TBSラジオ）では取材兼リポーターとして活躍。
日本テレビから独立した徳光和夫の初代マネージャーを半年務め、現在の徳光とテレビ東京の蜜月関係を築いた。
座付き作家、座付きフロアーディレクターをパッケージするという方式は、馬場のアイデアによるもの。
日曜朝の情報番組『徳光和夫のTVフォーラム』（日本テレビ）で徳光和夫、岡田美里と共に出演するのを皮切りに、1989年10月スタートの『所さんの目がテン!』（同）では鈴木君枝とともに初代リポーターとなる。科学を分かりやすく説明するときの知性派キャラと、積極的に被り物や女装をするなどのコミカルなキャラとの二面性で人気を博した。
1997年に矢野明仁・魚住りえとの交代で、鈴木と共に『目がテン!』を勇退。その後は『NNNニュースプラス1』（同）などに出演していた。

## 著書
- アクション・カメラ術 盗み撮りのエロチシズム（1981年1月、ベストセラーズ発行。書籍コード：ISBN 458400420X）
- うちの佐保里姫 石川さゆりの愛・結婚・出産（1984年8月、小学館発行。書籍コード：ISBN 4093060088）※石川さゆりと共著。
- ただ今3世代4家族13人同居中群体生活（カツオノエボシ）のすすめ（1988年12月、廣済堂出版発行。書籍コード：ISBN 433150266X）